# Polygordius uroviridis
Polygordius uroviridis är en ringmaskart som beskrevs av Aiyar och Alikuhni 1944. Polygordius uroviridis ingår i släktet Polygordius och familjen Polygordiidae. Inga underarter finns listade i Catalogue of Life.